# Мосс, Маршалл
Маршалл Мосс (англ. Randolph Marshall Moss; 23 июня 1908, Вудбайн, штат Нью-Джерси — 1989, штат Калифорния) — американский скрипач.
Сын Гарри Джозефа Мосса и его жены Аделины, урождённой Гробман (1885—1967), дочери Абрама Гробмана из Одессы. Начал учиться музыке в пятилетнем возрасте у Александра Зукофски, затем в 1917—1920 гг. учился в Консерватории Пибоди у Йоана Кристиана ван Хюлстейна. Продолжил занятия под руководством Леопольда Ауэра и Павла Стасевича и наконец в Джульярдской школе (1926—1929) у Франца Кнайзеля и Ганса Летца. В 1935 году стал одним из победителей Наумбурговского конкурса молодых исполнителей.
Концертировал с десятилетнего возраста. В конце 1930-х гг. был концертмейстером Национального симфонического оркестра, в середине 1940-х гг. возглавлял струнный квартет. С середины 1950-х гг. жил и работал в Калифорнии. Значительную часть творческого внимания уделял барочной музыке, был пропагандистом изогнутого («баховского») смычка. Записал сонаты Армана Луи Куперена (впервые), Арканджело Корелли и Георга Фридриха Генделя (1971) с клавесинистом Нилом Робертсом. С пианистом Адамом Меклером записал три скрипичные сонаты Иоганнеса Брамса, а также сонату Вольфганга Амадея Моцарта и Венгерскую рапсодию Ференца Листа.
В 1938 году вместе с инженером Уильямом Бартли сконструировал один из первых образцов электрофонической скрипки (с обычным звукоизвлечением и снятой задней стенкой, вместо которой подключён встроенный микрофон для передачи звука в динамик).